# Claude Pelletier
Pour les articles homonymes, voir Pelletier (homonymie).
Claude Pelletier est un homme politique français né le 23 avril 1816 à L'Arbresle (Rhône) et décédé le 2 décembre 1880 à New York (États-Unis).

## Biographie
Aubergiste à Tarare, il est député du Rhône de 1848 à 1851, siégeant au groupe d'extrême gauche de la Montagne. Expulsé après le coup d’État du 2 décembre 1851, il fonde une manufacture de fleurs artificielles à New York, faisant fortune,.

## Sources
- « Claude Pelletier », dans Adolphe Robert et Gaston Cougny, Dictionnaire des parlementaires français, Edgar Bourloton, 1889-1891 [détail de l’édition]